# Distrito Escolar Independiente de Clear Creek

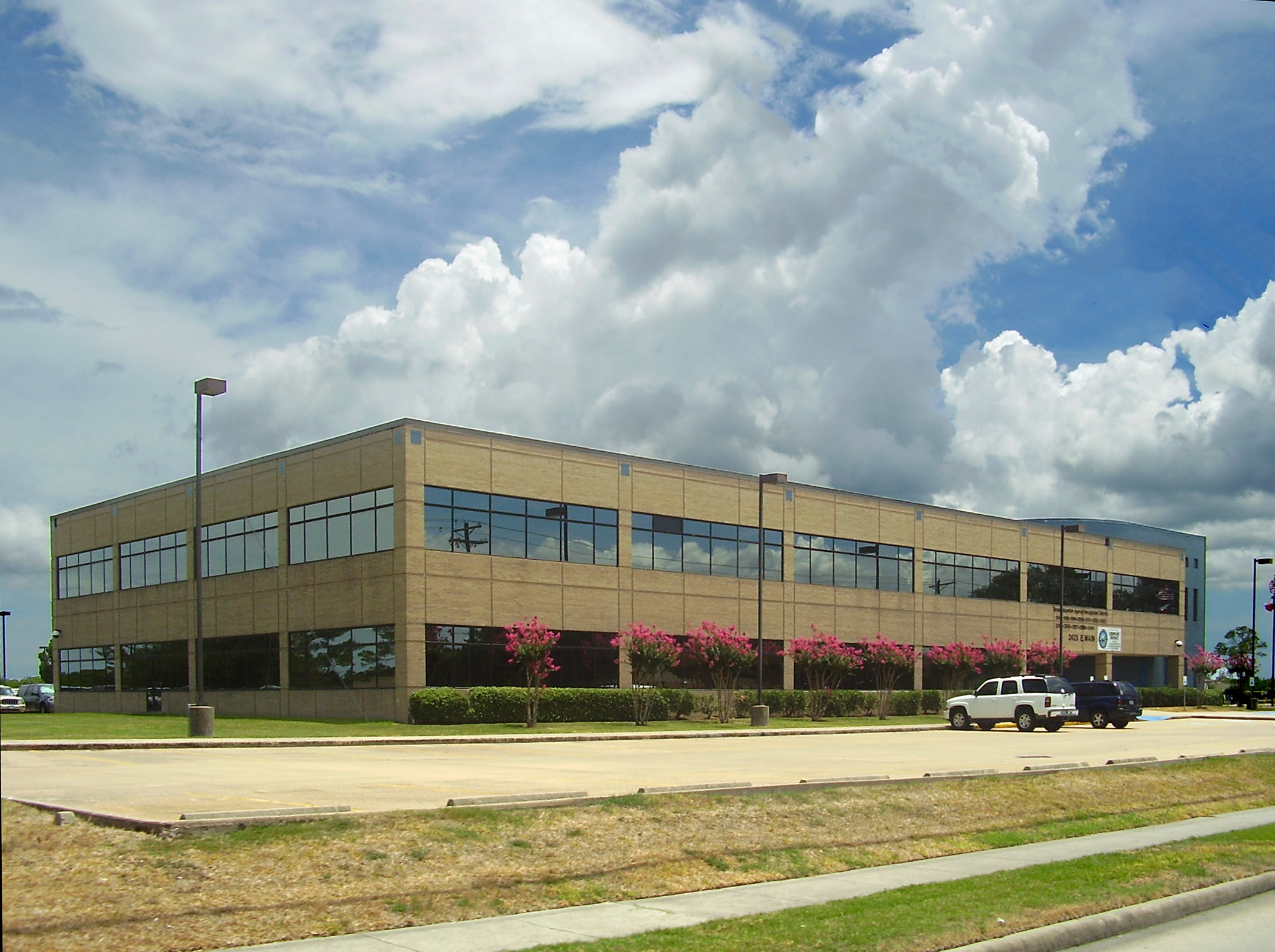
Sede del distrito

El Distrito Escolar Independiente de Clear Creek (Clear Creek Independent School District, CCISD) es un distrito escolar de Texas. Tiene su sede en el Education Support Center (ESC, "Centro de Apoyo de Educación") en League City. El distrito, con una superficie de 103 millas cuadradas, tiene área en dos condados (Harris y Galveston) y en 13 municipios. El distrito escolar vigésimo novena más grande de Texas, CCISD tiene un consejo escolar del distrito con siete miembros.
El distrito sirve partes de Houston, la mayor parte de League City, partes de Friendswood, partes de Pasadena, Taylor Lake Village, Seabrook, El Lago, Webster, Kemah, Clear Lake Shores, y Nassau Bay.

## Escuelas
Preparatorias (Secundarias o high schools) del barrio:
- Escuela Secundaria Clear Brook (EN) (área no incorporada, Condado de Harris)
- Escuela Secundaria Clear Creek (EN) (League City)
- Escuela Secundaria Clear Falls (EN) (League City)
- Escuela Secundaria Clear Lake (Houston)
- Escuela Secundaria Clear Springs (EN) (League City)